# Henrik Jakob von Düben

Henrik Jakob von Düben (1780)

Henrik Jakob von Düben (* Mai 1733 in Stockholm; † 25. März 1805 ebenda) war schwedischer Hofmarschall, Diplomat und Staatsdiener.

## Leben und Werk
Von Düben studierte 1746 an der Universität Uppsala und wurde 1767 in die Polnisch-Litauische Union geschickt, wo er als schwedischer Gesandter in Warschau wirkte. Sein Vater und sein Großvater trugen zur Dübensammlung bei. 
Von Düben kam in den 1750er Jahren an den Hof von Adolf Fredrik und Lovisa Ulrika, wo er erster Zeremonienmeister wurde. Gustav III. ernannte ihn 1779 zum Hofmarschall, eine Position, die er im Oktober 1781 niederlegte.